# Front ouvrier de libération du 30 mai
Le Front ouvrier de libération du 30 mai ((pap) : Frente Obrero Liberashon 30 di Mei) est un parti politique de Curaçao. Il est membre observateur de la COPPPAL. Il est créé en 1969, à la suite des émeutes de 1969 à Curaçao, consécutives à un important mouvement social dans l'industrie pétrolière. Il défend une politique de gauche, favorable à une amélioration des conditions des travailleurs insulaires, en particulier une égalité selon l'origine et une amélioration des salaires. Il a aussi été proche de l'indépendantisme à la suite de ces émeutes, se différenciant notamment du Parti démocratique, dominateur sur la scène locale mais considéré comme trop modéré sur un plan social et politique. Agissant d'abord dans le cadre des Antilles néerlandaises jusqu'à leur dissolution en 2010, il n'est plus actif qu'à Curaçao mais a perdu son dernier siège au Parlement local en 2012. 